# Cheryl Braam
Cheryl Braam (1 maart 1969) is een Nederlands voormalig politica, aanvankelijk voor GroenLinks, later als eenmansfractie. In 2011 nam ze afscheid van de politiek.
Zij was lid van de Provinciale Staten van Noord-Holland, waar zij door 4.017 voorkeurstemmen, net meer dan de kiesdeler van 3.930, in terechtkwam.
Voor de statenverkiezingen werkte Braam als ICT- en organisatieadviseur bij de Dienst Landelijk Gebied, onderdeel van het ministerie van Landbouw, Natuur en Voedselkwaliteit. Volgens eigen zeggen is zij "het meest 'open source-minded' Statenlid van Noord-Holland".

## Ongeldige stem
Tijdens de Eerste Kamerverkiezingen 2007 was zij het lid dat zeven hokjes aankruiste op haar stembiljet, in plaats van een. Aanvankelijk werd er gedacht dat dit GroenLinks de zetel van Herman Meijer in de Eerste Kamer zou kosten. Maar later bleek dat als zij wel op de goede wijze had gestemd, er een extra zetel voor de Partij voor de Dieren zou zijn geweest; deze ging nu naar de Socialistische Partij. De verklaring die Cheryl Braam voor deze fout gaf, was dat ze zeer gespannen was "door omstandigheden van persoonlijke aard" en daardoor in paniek was geraakt en had besloten verscheidene hokjes aan te kruisen.

## Zelfstandig statenlid
In de nasleep van de affaire trad een vertrouwensbreuk op tussen Braam en de GroenLinksfractie. In de ogen van de fractie zag Braam de ernst van de situatie en de impact op de andere vier fractieleden onvoldoende in. Nadat bemiddeling niet mogelijk bleek verzocht de fractie haar haar zetel op te geven, welk verzoek door Braam genegeerd werd. Als gevolg hiervan werd Braam vanaf juni 2007 fractieloos statenlid. Bij de statenverkiezingen van 2011 keerde ze niet terug in de staten.